# 辛庄堡乡
辛庄堡乡，是中华人民共和国河北省邯郸市永年区下辖的一个乡镇级行政单位。

## 行政区划
辛庄堡乡下辖以下地区：
辛八街村、前司郭庄村、后司郭庄村、西七急村、辛三街村、河西村、辛六街村、东小屯村、库官营村、郅家寨村、豆庄一村、豆庄二村、豆庄三村、韩庄村、康庄东村、康庄西村、赵庄东村、赵庄西村、席庄一村、席庄二村和席庄三村。